# Örebro SK Handboll
Örebro SK Handboll var en handbollsklubb från Örebro i Örebro län, som existerade 1937–1968 (som sektion till Örebro SK) och 1990–2012. 2012 delades upp i två fristående föreningar, Örebro SK Handbollsklubb Dam och Örebro SK Handbollsklubb Herr. Den ursprungliga huvudföreningen Örebro SK bildades den 28 oktober 1908 men tog inte upp handboll på programmet förrän på 1930-talet. 1937 debuterade herrlaget i seriespel. Under framför allt 1950-talet nådde laget stora framgångar. 1968 lades föreningens handbollsverksamhet ned. 1990 återupptogs den igen.
Säsongen 2024/2025 spelade herrarnas A-lag i division 1 södra. Örebro SK HK Herr har även ett utvecklingslag och juniorlag.

## Örebro SK HK Herr

### Historia
Örebro SK tog SM-guld för herrar 1956 och 1957 genom att vinna allsvenskan. Fram till 1952 avgjordes SM i turneringsform. Under den tiden vann ÖSK serien en gång (1951) och spelade SM-final en gång, 1950, då man förlorade mot IK Heim. Örebro SK har spelat sammanlagt 13 säsonger i Sveriges högsta division, senast 1962 , men lade ner handbollen 1968 och andra föreningar i Örebro, som IF Start tog över och var bra i början av 1970-talet.
Klubbens mest kände spelare är Rune Åhrling, som vann allsvenska skytteligan fyra gånger och gjorde sammanlagt 1 063 allsvenska mål. Han var med om att vinna VM-guld 1958 och spelade 57 A-landskamper mellan 1950 och 1961.
Reine Hjelm startade några ungdomslag inom Örebro SK Ungdom i mitten av 1980-talet. Säsongen 1990/1991 återfick Örebro SK sin handbollssektion. I den första herrseniormatchen efter nystarten vann Örebro SK mot IF Nercia med 26-20 i Risbergska skolan den 2 oktober 1990. Örebro SK vann division 4 i handboll för herrar redan under det första året och efter två år i division 3 vann man även den serien. Därefter tog det några år innan laget avancerade till division 2, varpå laget de följande åren for upp och ner mellan division 2 och 3 i det svenska seriesystemet. 2007–2009 spelade man två säsonger i division 1. 2009–2015 spelade man sex säsonger i division 2. Säsongen 2015/2016 spelade man i division 1. Säsongerna 2016–2022 spelades i division 2. Efter kvalspel så var A-laget tillbaka i division 1 säsongen 2022/2023. Säsongen 2023/2024 spelade man i division 1 södra.
Efter säsongen 2011/2012 delade sig damerna och herrarna åt och damerna är sedan dess en egen förening.

### Maratontabellen
I maratontabellen för herrar ligger ÖSK på 22:a plats. ÖSK har genom historien tagit tre SM-guld; två gånger inomhus efter seriesegrar, en gång utomhus och även varit i final på den tiden då de två bästa lagen i serien möttes i en avgörande final. På juniornivå har klubben fem JSM-finaler och tre JSM-guld. Till detta ska även räknas seriesegrar, ett antal SM- och JSM-silver samt tredjeplatser.

### Europacupen
Europacupen (nuvarande Champions League) började spelas 1957, men utan svenska lagframgångar, i alla fall när det gäller finalspel. 1957 när mästarcupen startades tog sig dock Örebro SK Handboll ända till final. Finalen spelades i Paris. Man mötte där det tjeckiska storlaget Dukla Prag. Slutresultatet blev 21–13 till Dukla Prag.

## Örebro SK HK Dam
Säsongen 2003/2004 ställde för första gången ett damlag från Örebro SK upp i seriespel. Laget avancerade under de följande åren raskt i seriesystemet. 2009/2010 gjorde man succéartad debut i division 1 och avancerade till den nystartade allsvenskan. Den 1 mars 2011 stod det klart att Örebro SK den kommande säsongen spelade i elitserien. Tillvaron i Elitserien blev bara ett år. Laget spelade bara till sig 1 poäng och blev nedflyttade i damallsvenskan igen.
Sedan 2012 är damerna en egen förening med namnet Örebro SK Handbollsklubb Dam.